# Makkabiade

Insigne der Makkabiade

Logo des Makkabi-Weltverbandes

Die Makkabiade, auch Makkabia (hebräisch מכביה) genannt, im Plural Makkabiot, ist die größte internationale jüdische Sportveranstaltung und ist ähnlich wie die Olympischen Spiele konzipiert. Sie entstand während der Zionismusbewegung der 1930er-Jahre aus der jüdischen Makkabi-Sportbewegung. Die Organisation liegt beim Makkabi-Weltverband (MWV). Zum ersten Mal wurde sie 1932 in Tel Aviv veranstaltet. Seit 1953 findet sie regelmäßig alle vier Jahre in Israel statt.
Ebenfalls im Vier-Jahres-Rhythmus, jeweils zwei Jahre nach der Makkabiade in Israel, findet die europäische Makkabiade statt. Im Jahr 2011 war Wien Austragungsort der 13. Europäischen Makkabiade, 2015 fand sie in Berlin statt. Zuletzt fand die 15. Europäische Makkabiade im Jahr 2019 in Budapest statt.

## Etymologie
Die Bezeichnung Makkabiade ist von Judas Makkabäus hergeleitet, der im 2. Jahrhundert v. Chr. Anführer eines jüdischen Aufstandes gegen die Herrschaft der Seleukiden unter Antiochos IV. war („Makkabäer-Aufstand“). Makkabäus ist die vom griechischen Makkabaios abgeleitete Form, was wiederum vom aramäischen Makkaba abgeleitet wird und übersetzt „der Hammer“ bedeutet.

## Geschichte

### Vorgeschichte

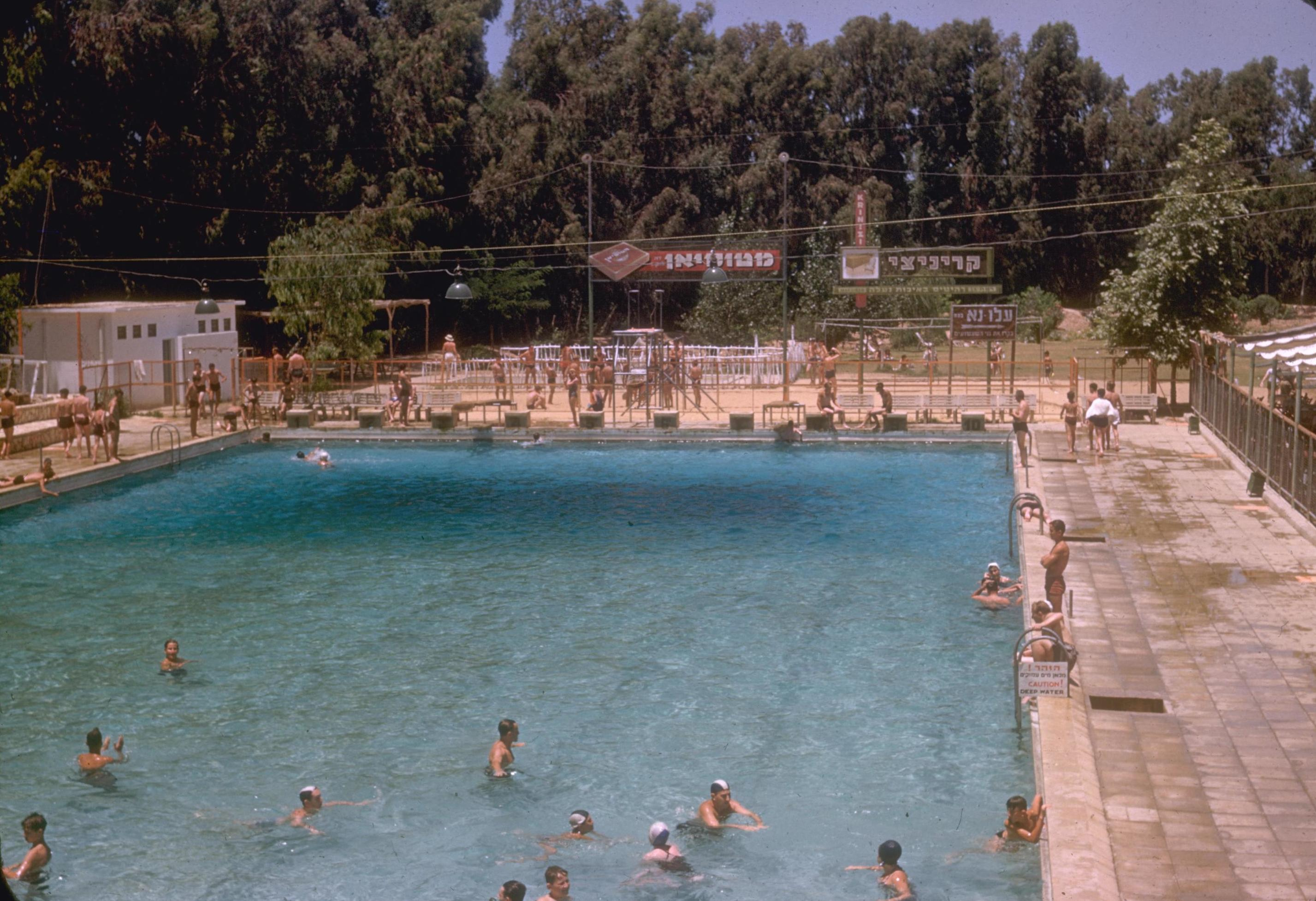
Schwimmbecken der Makkabiade 1950 in Ramat Gan

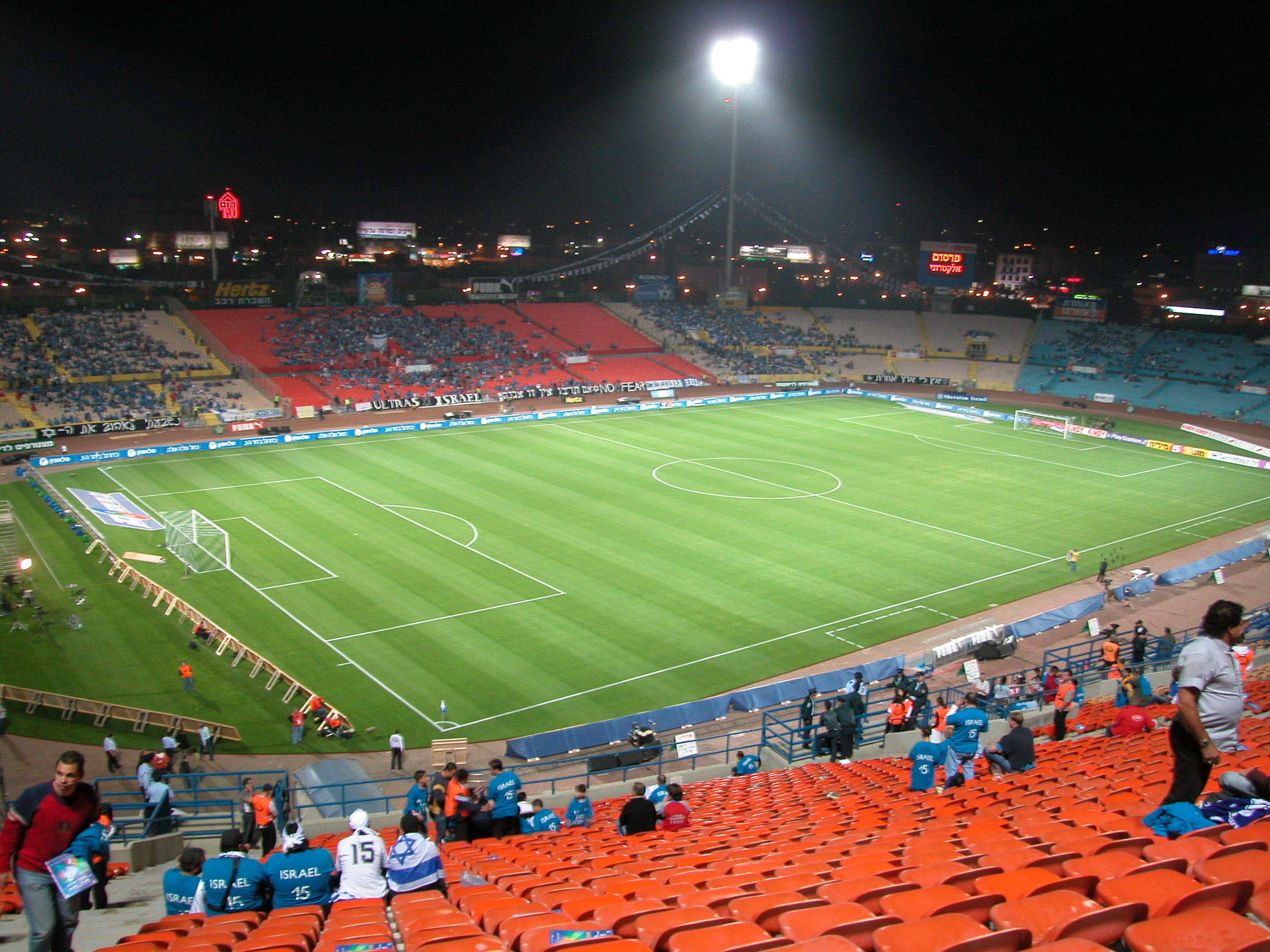
Das Ramat-Gan-Stadion, in dem die Eröffnungsfeierlichkeiten abgehalten werden (im Bild ist jedoch ein Fußballspiel zu sehen)

Auf dem Weg zur Makkabiade steht die Ausbildung jüdischer Turn- und Sportvereine.
Im 19. Jahrhundert waren Juden zahlreich in den europäischen Turnvereinen vertreten. Die Errichtung jüdischer Vereine ist durch zwei Effekte begründet: Einerseits wurden Juden aufgrund des wachsenden Antisemitismus aus nationalen Turnvereinen gedrängt; ein drastisches Beispiel dafür ist Österreich-Ungarn, dort wurden 1901 die Juden aus den Turnvereinen ausgeschlossen. Andererseits motivierte der aufkommende Nationalismus einige Juden, sich jüdischen Vereinen anzuschließen.
1895 wurde in Konstantinopel der erste jüdische Turnverein gegründet, doch von diesem Verein ging keine Signalwirkung aus. Erst nach Max Nordaus Rede auf dem zweiten Zionistischen Kongress über das „Muskeljudentum“, in der er das körperliche Training der Juden forderte, wurde 1898 in Berlin der Turnverein Bar Kochba gegründet. Noch sechs Monate älter ist der national-jüdische Verein Attila Groningen (Niederlande), der älteste jüdische Turn- und Sportverein in Europa, der jedoch die Zusammenarbeit mit den zionistischen Makkabi-Vereinen strikt ablehnte und wie die HaPoel-Vereine nicht bereit war, an der Makkabiade bis nach 1945 teilzunehmen. Deutschland und insbesondere Berlin spielten für die Bildung der zionistischen Turnvereine und für die Bildung der Makkabia die zentrale Rolle, von hier aus ist die zionistische Sportzeitschrift Jüdische Turnzeitung (JTZ) verlegt worden und die leitenden Mitglieder hatten wichtigen Einfluss auf die Gründung anderer Vereine (z. B. sind die ersten Turnvereine in Palästina unter tatkräftiger Hilfe von Elias Auerbach und Ernst Hermann, zwei ehemaligen Berliner Bar-Kochba-Mitgliedern, entstanden), des Makkabi-Weltverbandes (MWV) und schließlich der Makkabia selbst. Im Zuge dieses Vereins wurden in ganz Deutschland und im Ausland weitere Vereine gegründet.
Für die zionistische Bewegung war turnerische Übung wichtig, was man an den Reden und Veranstaltungen an den Kongressen sehen kann. Auf dem 6. Zionistischen Kongress 1903 hielt Mandelstamm eine Rede, in der er genauso wie zuvor Nordau die körperliche „Hebung“ der Juden forderte. Außerdem wurden turnerische Vorführungen veranstaltet und auf diesem 6. Kongress die „Jüdische Turnerschaft“, der Verband zionistischer Turnvereine, gegründet, der später der Makkabi-Weltverband geworden ist. 1921 wurde auf dem 21. Zionistischen Kongress in Karlsbad der Makkabi-Weltverband gegründet. In den Vereinen sollte der jüdischen Jugend der Zionismus nahegebracht werden, denn das körperliche Training wurde nicht als Selbstzweck betrachtet, sondern propagiert, um den „Volkskörper“ zu gesunden und um die Jugend an die körperliche Arbeit in Palästina zu gewöhnen. Die Makkabi-Bewegung arbeitete deswegen eng mit der zionistischen Jugendorganisation Hapoel Hazair und den Hachschara-Zentren (Ausbildungszentren zur Auswanderung nach Palästina) zusammen. Einzelne jüdische Turntage werden in Europa abgehalten, wie der Turntag 1930 in Antwerpen. Die hier aufgereihte Geschichte der Makkabi-Sportvereine ist nur ein Teil der gesamten jüdischen Turnbewegung, neben den Makkabivereinen gab es z. B. noch die Arbeitersportvereine „HaPoel“ (gegründet 1924), den „Reichsbund Deutscher Jüdischer Frontsoldaten“ (RDjF), die revisionistischen Sportvereine „Betar“ (gegründet 1924) und den religiösen Sportverein „Elitzur“ (gegründet 1939). An den ersten beiden Makkabiaden nahmen der RDjF und der Betar nicht teil, sandten aber Vertreter zu den Eröffnungsfeierlichkeiten. Die jüdische Sportwelt war also ähnlich zersplittert wie das politische Leben der Juden. Diese Aufsplitterung zeigt, dass auch kulturelle Bereiche, wie der Sport, politisiert wurden. Diese Aufsplitterung sollte sich erst lange nach der Staatsgründung auflösen.

### Anfänge
Bei Tel Aviv wurde anlässlich der ersten Makkabiade das erste Sportstadion des Landes gebaut; vom 28. März bis zum 31. März 1932 fand diese erste Makkabiade mit 20.000 Besuchern und 390 Athleten aus 19 Ländern in Palästina statt, ein symbolisch gelegtes Jahr, nämlich genau 1800 Jahre nach Beginn des Bar-Kochba-Aufstandes gegen die Römer. Drei Jahre später fand vom 2. bis 7. April 1935 die zweite Makkabiade mit 40.000 bis 50.000 Besuchern und 1.350 Sportlern aus 28 Ländern statt. Die für 1938 geplante dritte Makkabiade wurde wegen des Arabischen Aufstands nicht durchgeführt. Danach kam es aufgrund der nationalsozialistischen Schrecken, des Zweiten Weltkriegs und der Unabhängigkeit zu keiner weiteren Makkabiade. Dann wurde erst 1950 wieder eine Makkabiade ausgetragen. Nach der folgenden im Jahre 1953 wurde analog zu den Olympischen Spielen ein Rhythmus von vier Jahren festgelegt.

## Austragungen

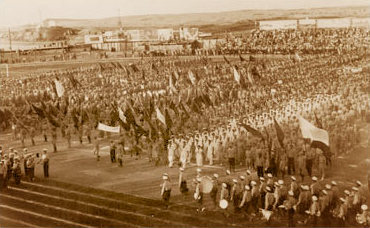
Eröffnungszeremonie der 1. Makkabiade

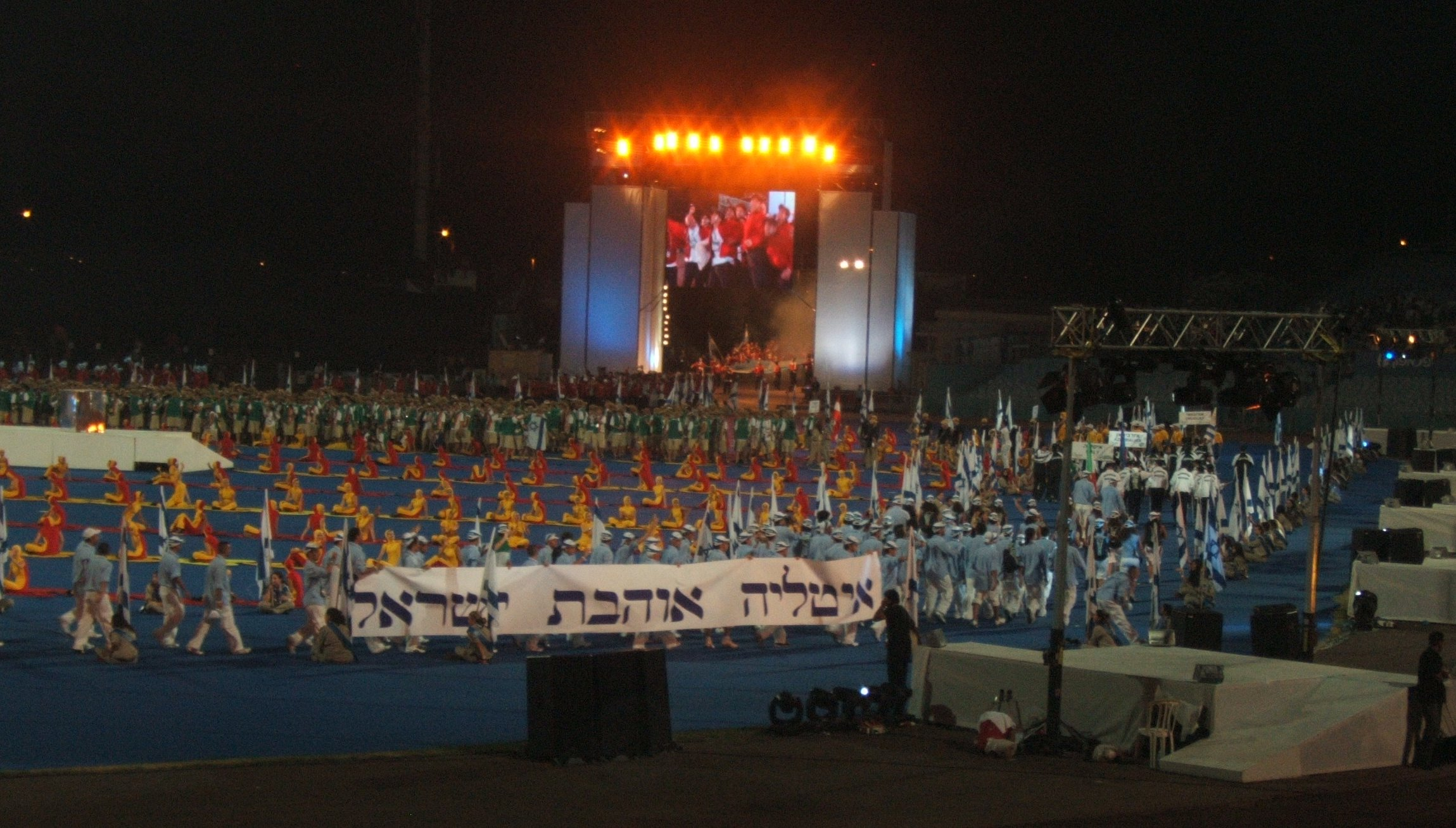
Eröffnungszeremonie der 17. Makkabiade

### Bisherige Austragungen
| Nr. | Jahr | Zeitraum                     | Hauptaustragungsort        | Teilnehmer | Nationen |
| --- | ---- | ---------------------------- | -------------------------- | ---------- | -------- |
| 1.  | 1932 | 28. März bis 2. April        | Makkabia-Stadion, Tel Aviv | 390        | 18       |
| 2.  | 1935 | 2.–7. April                  | Makkabia-Stadion, Tel Aviv | 1350       | 28       |
| 3.  | 1950 | 27. September bis 8. Oktober | Ramat Gan                  | 800        | 20       |
| 4.  | 1953 |                              | Ramat-Gan-Stadion          | 890        | 22       |
| 5.  | 1957 |                              | Ramat-Gan-Stadion          | 980        | 20       |
| 6.  | 1961 |                              | Ramat-Gan-Stadion          | 1000       | 27       |
| 7.  | 1965 |                              | Ramat-Gan-Stadion          | 1200       | 27       |
| 8.  | 1969 |                              | Ramat-Gan-Stadion          | 1450       | 27       |
| 9.  | 1973 | 9. Juli bis ?                | Ramat-Gan-Stadion          | 1500       | 26       |
| 10. | 1977 |                              | Ramat-Gan-Stadion          | 2700       | 34       |
| 11. | 1981 |                              | Ramat-Gan-Stadion          | 3450       | 33       |
| 12. | 1985 |                              | Ramat-Gan-Stadion          | 3700       | 37       |
| 13. | 1989 |                              | Ramat-Gan-Stadion          | 4400       | 45       |
| 14. | 1993 |                              | Ramat-Gan-Stadion          | 5100       | 48       |
| 15. | 1997 |                              | Ramat-Gan-Stadion          | 5100       | 33       |
| 16. | 2001 | 16.–23. Juli                 | Teddy-Stadion, Jerusalem   | 3300       | 49       |
| 17. | 2005 | 11.–21. Juli                 | Ramat-Gan-Stadion          | 7700       | 55       |
| 18. | 2009 | 12.–24. Juli                 | Ramat-Gan-Stadion          | 9000       | 55       |
| 19. | 2013 | 18.–30. Juli.                | Teddy-Stadion, Jerusalem   | 9000       | 76       |
| 20. | 2017 | 4.–18. Juli                  | Teddy-Stadion, Jerusalem   | 10.000     | 85       |
| 21. | 2022 | 12.–26. Juli                 | Teddy-Stadion, Jerusalem   | 10.000     | 74       |

### Logos

XVIII. Makkabiade, 2009

### Winter-Makkabiot

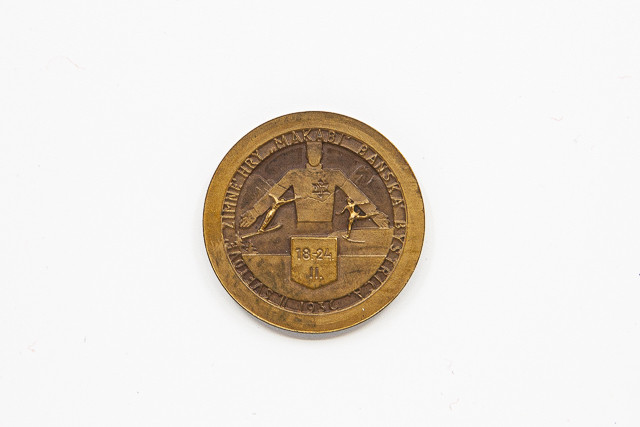
Bronzemedaillon von den Wintersportspielen in Banska Bystrica, 1936, in der Sammlung des Jüdischen Museums der Schweiz.

| Nr. | Jahr | Austragungsort                    | Teilnehmer | Nationen |
| --- | ---- | --------------------------------- | ---------- | -------- |
| 1.  | 1933 | Zakopane, Polen                   | 250        | 8        |
| 2.  | 1936 | Banská Bystrica, Tschechoslowakei | 2000       | 12       |
| 3.  | 2023 | Ruhpolding, Deutschland           | 400        | 20       |

### Europäische Makkabiot
Austragungsorte der europäischen Makkabiot sind:
| Nr. | Jahr | Zeitraum           | Austragungsort                    | Teilnehmer |
| --- | ---- | ------------------ | --------------------------------- | ---------- |
| 1.  | 1929 |                    | Prag, Tschechoslowakei            |            |
| 2.  | 1930 |                    | Antwerpen, Belgien                |            |
| 3.  | 1959 |                    | Kopenhagen, Dänemark              |            |
| 4.  | 1963 |                    | Lyon, Frankreich                  |            |
| 5.  | 1979 |                    | Leicester, Vereinigtes Königreich |            |
| 6.  | 1983 |                    | Antwerpen, Belgien                |            |
| 7.  | 1987 |                    | Kopenhagen, Dänemark              |            |
| 8.  | 1991 |                    | Marseille, Frankreich             |            |
| 9.  | 1995 |                    | Amsterdam, Niederlande            |            |
| 10. | 1999 |                    | Stirling, Vereinigtes Königreich  |            |
| 11. | 2003 |                    | Antwerpen, Belgien                |            |
| 12. | 2007 |                    | Rom, Italien                      | 1800       |
| 13. | 2011 |                    | Wien, Österreich                  | 2000       |
| 14. | 2015 | 27. Juli–5. August | Berlin, Deutschland               | ca. 2050   |
| 15. | 2019 | 29. Juli–7. August | Budapest, Ungarn                  | über 3000  |

### Pan-amerikanische Makkabiot
Die Confederation of Latin American Maccabi’s (CLAM) veranstaltet seit 1966 Panamerikanische Makkabiot:
| Nr. | Jahr | Austragungsort            |
| --- | ---- | ------------------------- |
| 1.  | 1966 | São Paulo, Brasilien      |
| 2.  |      |                           |
| 3.  |      |                           |
| 4.  | 1979 | Mexiko-Stadt, Mexiko      |
| 5.  | 1983 | Brasilien                 |
| 6.  | 1987 | Caracas, Venezuela        |
| 7.  | 1991 | Uruguay                   |
| 8.  | 1995 | Buenos Aires, Argentinien |
| 9.  | 1999 |                           |
| 10. | 2003 | Santiago de Chile, Chile  |
| 11. | 2007 | Buenos Aires, Argentinien |
| 12. | 2011 | São Paulo, Brasilien      |
| 13. | 2015 | Chile                     |
| 14. | 2019 | Mexiko-Stadt              |

### Junior Carnival
Die Maccabi Junior Carnival sind eine Sportveranstaltung, die für die jüdische Jugend Australiens oder Neuseelands ausgetragen wird. Sie findet seit 1982 jährlich in der Regel im Januar statt.
Austragungsorte waren:
1. Sydney 1982
2. Perth 1983
3. Melbourne 1984
4. Sydney 1986
5. Brisbane 1987
6. Adelaide 1988
7. Sydney 1989
8. Perth 1990
9. Melbourne 1991
10. Sydney 1992
11. Perth 1993
12. Melbourne 1994
13. Sydney 1995
14. Melbourne 1996
15. Perth 1997
16. Sydney 1998
17. Melbourne 1999
18. Perth 2000
19. Sydney 2001
20. Melbourne 2002
21. Perth 2003
22. Auckland 2004
23. Sydney 2005
24. Perth 2006
25. Melbourne 2007
26. Auckland 2008
27. Sydney 2009
28. Perth 2010
29. Melbourne 2011
30. Brisbane 2012
31. Sydney 2013
32. Perth 2014
33. Melbourne 2015
34. Sydney 2016
35. Sydney 2017
36. Melbourne 2018
37. Sydney 2019